# Annulation de mariage en France
Pour les autres articles nationaux ou selon les autres juridictions, voir Annulation de mariage.
L'annulation du mariage en France est une décision de justice qui efface rétroactivement tous les effets du mariage, décision qui se différencie  d'une dissolution de l'union ou de la rupture que constitue un divorce. Elle peut être, par ailleurs, une sanction civile répressive lorsqu'un mariage a été célébré en violation de dispositions légales (exemple : mariage blanc). 
L'annulation du mariage est une procédure historiquement religieuse permettant à des personnes de se défaire des liens du mariage sans divorcer et donc sans rompre le sacrement du mariage. La simplification du divorce rend donc cette procédure de plus en plus rare.

## Description

### Nullité absolue
La nullité absolue du mariage peut être demandée par quiconque y a intérêt : les époux, le ministère public, les débiteurs.
Les causes absolues concernent l'ordre public et les bonnes mœurs : non-respect d'un âge minimum pour contracter ce mariage (18 ans, sauf exceptions, art. 144, art. 145, et art. 148 du Code civil), l'absence de consentement (art. 146), l'absence d'un des époux (art. 146-1), l’inceste (art. 161, 162, 163, 164), la bigamie (art. 147), la clandestinité (art. 191) ou encore l’incompétence de l’officier d'état civil.
Le Code civil prévoit une prescription de 30 ans, mais un arrêt de la Cour de cassation a ramené cette prescription à 20 ans sans opposition au mariage,.

### Nullité relative
La nullité relative du mariage peut être demandée par les époux, par les ascendants (pour les mineurs), par le tuteur ou le conseil de famille (pour les incapables) mais aussi par le ministère public (cette exception vise à lutter contre les mariages blancs).
Les causes de nullité sont : 
1. Le vice de consentement, qui peut se matérialiser par :  une violence physique ou psychologique exercée sur l'époux  par les ascendants (crainte révérencielle, art. 180 du Code civil) ou par l'autre époux. Mais aussi par un mensonge ou une occultation de la part de l'un des époux sur ses qualités essentielles (art. 180 du Code civil). Enfin, la nullité relative s'applique également dans le cas où le consentement des époux n'est pas libre (mariage forcé).
2. Le défaut d'autorisation des tiers dont le consentement est obligatoire, à savoir : les ascendants pour les mineurs et le tuteur ou le conseil de famille pour les incapables (selon le régime d'incapacité).

### Historique
Les causes d'annulation de mariage sont rares et concernent les cas où il y a eu :
- Au XIXe siècle, une erreur pour défaut de différence des sexes, arguant que pour être juridiquement traité comme homme ou femme il en fallait non seulement l’apparence anatomique, mais aussi l’aptitude à des rapports sexuels dits naturels ou normaux (sans aller jusqu’à l’exigence d’être capable de procréer, comme en droit italien)[4].
- Une erreur sur la personne (c'est-à-dire sur son état civil). La jurisprudence prononce facilement la nullité quand il s'agit d'erreur sur l'identité de la personne (Paris, 12 mars 1903).
- Depuis le XXe siècle (jurisprudence consacrée par la loi du 3 juillet 1975 portant réforme du divorce[5], qui modifie l’alinéa 2 de l’article 180 du Code civil pour l’élargir aux « qualités essentielles de la personne »), une erreur sur les qualités essentielles de la personne (et la jurisprudence a une vue restreinte de ces « qualités essentielles »).

L’arrêt Berthon du 24 avril 1862 est fondamental dans la doctrine de l’erreur sur la personne : par cet arrêt, la Cour de cassation affirme que l’erreur ne peut porter que sur l’identité civile de la personne. Cet arrêt restera la référence de la doctrine jusqu’au XXe siècle où apparait l’idée que l’erreur pouvait avoir porté sur une seule qualité jugée « déterminante ».
Deux systèmes d’erreur sur la personne se sont développés pour les causes de nullité relative :
1. À erreur déterminée : comme en droit anglo-saxon[8], son objet est limitativement énuméré par le législateur.
2. À erreur déterminante : le système adopté par le droit français. Il n’y a pas d’objet à priori considérés comme cause de nullité. L’erreur sera apprécié par les juges in concreto, au cas par cas. L'erreur doit combiner les caractères subjectifs et objectifs. Subjectif, dans le sens où l'erreur doit être déterminante pour le consentement de l'époux. D'autre part, l'erreur doit être objective, c'est-à-dire « sociologiquement déterminante ».

Ont ainsi été annulés les mariages pour cause d'erreur sur les qualités sexuelles (TGI Lyon, 5 mai 1971), sur l'honorabilité (TGI Paris, 8 février 1971, mariage d'une veuve d'un gendarme avec un condamné de droit commun), sur l'existence d'une précédente union (TGI Basse-Terre, 25 octobre 1973) ou une activité passée d'escort girl.
En revanche, ont été rejetées les annulations de mariage pour cause d'erreur sur la virginité de la femme (cour d'appel de Douai, 17 novembre 2008) ou l'existence d'une liaison antérieure.
Enfin, la jurisprudence est hésitante concernant les erreurs sur l'état mental.
La prescription est de 5 ans.

## Les conséquences de l'annulation en France
Les effets de l'annulation sont identiques, que les causes soient absolues ou relatives.
Dès que le jugement est rendu, le mariage est annulé de façon rétroactive, c'est-à-dire que la nullité engendre des conséquences non seulement pour l’avenir mais elle gomme aussi tous les effets du passé, comme si le mariage n’avait jamais existé.
Aucun époux n’a plus l’autorisation de porter le nom de l'autre et concernant le patrimoine, tous les effets sont anéantis.
Toutefois, les enfants issus du mariage sont exempts des conséquences de cette annulation : leurs deux parents gardent conjointement l'autorité parentale  et ils sont traités comme des enfants de divorcés.
L'annulation du mariage peut aussi être atténuée par la théorie du mariage putatif. Dans ce cas, l'annulation n'est pas rétroactive et ne concerne pas non plus l'époux de bonne foi.